# Зима
Зима је једно од годишњих доба, које по конвенцији на северној Земљиној полулопти траје део децембра, цео јануар, фебруар и део марта, а на јужној Земљиној полулопти део јуна, цео јул, август и део септембра. На дан почетка зиме, такозвану краткодневницу, која обично пада 21/22. децембра на северној, а 22. јуна на јужној хемисфери, ноћ је најдужа, а обданица најкраћа. Зима се завршава почетком пролећа. На северној хемисфери пролеће почиње 21. марта, а на јужној 23. септембра.
Током зиме у обе хемисфере, нижа висина Сунца у зими узрокује сунчево светло. Сунце је јаче на страни планете која је окренута према Сунцу (север или југ). У регионима који доживљају зиме, иста количина сунчевог зрачења се шири преко већег подручја. Овај ефекат је сложен и веће удаљености да светло мора путовати кроз атмосферу, чиме атмосфера троши више топлоте. У поређењу с тим ефектима, промене у раздаљини од Земље од Сунца су занемариве.
Зима је најхладнија сезона у години у поларним и умереним зонама; не јавља се у већем делу тропске зоне. Јавља се после јесени и пре пролећа сваке године. Зиму узрокује оса Земље на тој хемисфери која је оријентисана даље од Сунца. Различите културе дефинишу различите датуме као почетак зиме, а неке користе дефиницију засновану на времену. Када је зима на северној хемисфери, лето је на јужној, и обрнуто. У многим регионима зима је повезана са снегом и температурама смрзавања. Тренутак зимског солстиција је када је надморска висина Сунца у односу на Северни или Јужни пол у својој најнегативнијој вредности (то јест, Сунце је најудаљеније испод хоризонта мерено од пола). Дан у којем се то догађа има најкраћи дан и најдужу ноћ, с тим да се дужина дана повећава, а дужина ноћи смањује како сезона одмиче након солстиција. Међутим, најранији залазак сунца и најновији датум изласка сунца изван поларних подручја разликују се од датума зимског солстиција, а они зависе од географске ширине, услед варијације у соларном дану током целе године узроковане Земљином елиптичном орбитом (видети најранији и најкаснији излазак и залазак сунца).

## Узрок
Нагиб Земљине осе у односу на њену орбиталну раван игра велику улогу у формирању времена. Земља је нагнута под углом од 23,44° у односу на раван своје орбите, због чега су различите географске ширине директно окренуте према Сунцу док се Земља креће кроз своју орбиту. Ова варијација доноси годишња доба. Када је зима на северној хемисфери, јужна хемисфера је директније окренута према Сунцу и стога доживљава топлије температуре од северне хемисфере. Супротно томе, зима на јужној хемисфери настаје када је северна хемисфера више нагнута према Сунцу. Из перспективе посматрача на Земљи, зимско Сунце има мању максималну надморску висину на небу од летњег Сунца.
Током зиме на било којој хемисфери, нижа надморска висина Сунца узрокује да сунчева светлост удара о Земљу под косим углом. Тако мања количина сунчевог зрачења пада на Земљу по јединици површине. Штавише, светлост мора да путује дужу раздаљину кроз атмосферу, омогућавајући атмосфери да расипа више топлоте. У поређењу са овим ефектима, ефекат промене удаљености Земље од Сунца (због Земљине елиптичне орбите) је занемарљив.
Манифестација метеоролошке зиме (температура смрзавања) у северним географским ширинама подложним снегу веома је променљива у зависности од надморске висине, положаја у односу на морске ветрове и количине падавина. На пример, у Канади (земљи хладних зима), Винипег на Великим равницама, далеко од океана, има највишу јануарску температуру од −11,3 °C (11,7 °F) и најнижу од −21,4 °C (−6,5 °F).
За поређење, Ванкувер на западној обали са морским утицајем умерених пацифичких ветрова има најнижу јануарску температуру од 1,4 °C (34,5 °F) са данима знатно изнад нуле на 6,9 °C (44,4 °F). Оба места су на 49° северне географске ширине и на истој западној половини континента. Сличан, али мање екстреман ефекат налази се у Европи: упркос њиховој северној географској ширини, Британска острва немају ниједну непланинску метеоролошку станицу са средњом јануарском температуром испод нуле.

## Метеоролошке сезоне
Метеоролошки обрачун је метода мерења зимске сезоне коју метеоролози користе на основу „разумних временских образаца“ за потребе вођења евиденције, тако да почетак метеоролошке зиме варира у зависности од географске ширине. Зиму метеоролози често дефинишу као три календарска месеца са најнижим просечним температурама. Ово одговара месецима децембру, јануару и фебруару на северној хемисфери и јуну, јулу и августу на јужној хемисфери.
Најхладније просечне температуре у сезони се обично јављају у јануару или фебруару на северној хемисфери и у јуну, јулу или августу на јужној хемисфери. У зимској сезони преовлађује ноћ, а у неким регионима зима има највећу стопу падавина, као и продужену влагу због трајног снежног покривача или велике количине падавина у комбинацији са ниским температурама које онемогућавају испаравање. Мећаве се често развијају и узрокују многа кашњења у транспорту. Дијамантска прашина, такође позната као ледене игле или кристали леда, формира се на температурама које се приближавају −40 °C (−40 °F) због ваздуха са нешто вишом влагом одозго која се меша са хладнијим ваздухом на површини. Направљени су од једноставних хексагоналних кристала леда.
Шведски метеоролошки институт (SMHI) дефинише термалну зиму као када су средње дневне температуре испод 0 °C (32 °F) током пет узастопних дана. Према SMHI, зима у Скандинавији је израженија када атлантски системи ниског притиска иду више јужним и северним рутама, остављајући отворен пут за улазак система високог притиска и ниских температура. Као резултат тога, најхладнији јануар забележен у Стокхолму, 1987. године, био је и најсунчанији.